# Prințesa Anne, Ducesă de Calabria
Prințesa Anne de Bourbon-Două Sicilii, Ducesă de Calabria (născută Prințesa Anne de Orléans; n. 4 decembrie 1938, Woluwe-Saint-Pierre, Belgia.) este soția Infantelui Carlos, Duce de Calabria. Prințesa Anne este a treia fiică și al cincilea copil din cei unsprezece ai pretendentului la tronul Franței, Prințul Henri, Conte de Paris (1908–1999) și ai soției acestuia, Isabela, contesă de Paris (1911–2003).

## Biografie
Anne d'Orléans și-a petrecut primii ani ai vieții în exil în Belgia, Maroc, Spania și Portugalia. Adolescentă fiind i s-a permis să studieze în Franța unde și-a luat bacalaureatul..
În 1960, Anne d'Orléans a intrat într-o poveste de dragoste cu vărul ei, regele în exil Simeon al II-lea al Bulgariei. Vaticanul a refuzat dreptul de a se căsători cu un non-catolic și tatăl ei a pus capăt relației dintre doi tineri..

### Căsătorie și copii
La 12 mai 1965, la Dreux, Franța, Prințesa Anne s-a căsătorit cu Carlos de Bourbon-Două Sicilii, Duce de Calabria, unul dintre cei doi pretendenți la șefia casei regale a celor Două Sicilii. Prințul Carlos este fiul lui Alfonso de Bourbon-Două Sicilii, Duce de Calabria (1901–1964) și a Prințesei Alice de Bourbon-Parma (n. 1917). Deși s-au cunoscut reciproc încă din copilărie, relația lor romantică a început la Atena în 1962, la nunta viitorului rege Juan Carlos al Spaniei și a Prințesei Sofía a Greciei. Ducele și Ducesa de Calabria au decis să trăiască în Spania.
Anne și Carlos au cinci copii:
- Prințesa Cristina de Bourbon-Două Sicilii (n. 1966 la Madrid), căsătorită în 1994 la Ciudad Real cu Pedro López-Quesada y Fernández Urrutia (n. 1964). Au doi copii
- Prințesa María de Bourbon-Două Sicilii (n. 1967 la Madrid), căsătorită în 1996 la Ciudad Real cu Arhiducele Simeon de Austria (n. 1958), un nepot al împăratului Carol I al Austriei. Au cinci copii.
- Prințul Pedro de Bourbon-Două Sicilii, Duce de Noto (n. 1968 la Madrid), căsătorit morganatic cu Sofia Landaluce y Melgarejo (n. 1973) în 2001 la Madrid. S-a căsătorit fără consimțământul dinastic al tatălui și copii săi nu se bucură de drepturile sau titlurile dinastice. Au șase copii.
- Prințesa Inés María de Bourbon-Două Sicilii (n. 1971 la Madrid), căsătorită în 2001 la Toledo Napolitan cu aristocratul Michele Carrelli Palombi dei Marchesi di Raiano (n. 1965). Au doi copii.
- Prințesa Victoria de Bourbon-Două Sicilii (n. 1976 la Madrid), căsătorită cu armatorul grec Markos Nomikos (n. 1965) în 2003. Au trei copii.